# Linea 11 (metropolitana di Madrid)
La linea 11 della metropolitana di Madrid è una linea di metropolitana che serve la città di Madrid, in Spagna. Collega la stazione di Plaza Elíptica con quella di La Fortuna, nel comune di Leganés.
È stata inaugurata il 16 novembre 1998 con il tratto tra le stazioni di Plaza Elíptica e Pan Bendito. Nel 2006, venne aperta la tratta tra Pan Bendito e La Peseta. La stazione di La Fortuna venne aperta il 18 ottobre 2010. Viene indicata con il colore verde.

## Storia

### Prima fase: Plaza Elíptica - Pan Bendito
La linea fu inaugurata il 16 novembre 1998, la prima nuova linea metropolitana dopo quasi 20 anni e la più corta in quanto al momento dell'apertura contava solamente tre stazioni: Plaza Elíptica, Abrantes e Pan Bendito.

### Seconda fase: Pan Bendito - La Peseta
Nel 2006 la linea è rimasta chiusa per alcuni giorni per cambiare la tensione della linea a 1500 V CC, il che ha portato a un cambiamento del parco rotabile, con la sostituzione dei treni serie 2000 con i nuovi treni della serie 3000. Il 18 dicembre 2006 venne aperta al pubblico la prima estensione della linea con tre nuovi stazioni: San Francisco, Carabanchel Alto e La Peseta, tutte nel quartiere Carabanchel. Tale prolungamento con una lunghezza di 2,7 km ha avuto un costo pari a 172 milioni di euro.

### Terza fase: La Peseta - La Fortuna
Il 5 ottobre 2010 fu inaugurata la stazione di La Fortuna. I lavori iniziarono nel 2007, con una durata di 36 mesi e un costo pari a 200 milioni di euro. Il 19 settembre è iniziato il pre-esercizio della tratta fino all'apertura della linea.
Nell'aprile 2014, l'UE ha sottolineato la sottoutilizzazione di questa estensione della metropolitana, poiché secondo la Corte dei conti europea la linea "ha meno del 18% degli utenti previsti dal Gobierno de la Comunidad de Madrid quando sono stati richiesti i fondi europei per la costruzione di questa ultima parte". Inoltre: "L'analisi delle esigenze di mobilità prima del progetto non includeva un confronto quantitativo delle diverse opzioni di trasporto".

## Descrizione

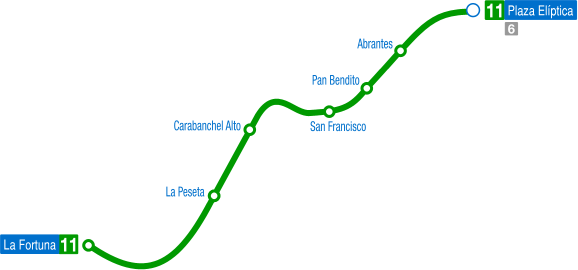
Percorso della Linea 11

Si compone di 7 stazioni con banchine di 115 metri e una lunghezza pari a 8,5 km, che la rende la più corta della rete, escludendo il Ramal. Presso la stazione di Plaza Elíptica. si interscambia con linea 6 e presso le stazioni di Plaza Elíptica, Abrantes, Pan Bendito e La Fortuna si interscambia con differenti linee interurbane.
La maggior parte della linea 11 si trova nella zona tariffaria A, ad eccezione della stazione La Fortuna, nel comune di Leganés, che essendo al di fuori di Madrid corrisponde alla tariffa B1.
È tra le linee più accessibili a persone con difficoltà motorie, insieme con le linee della metropolitana leggera, le linee 3, 8, 12 e il Ramal.

### Materiale rotabile

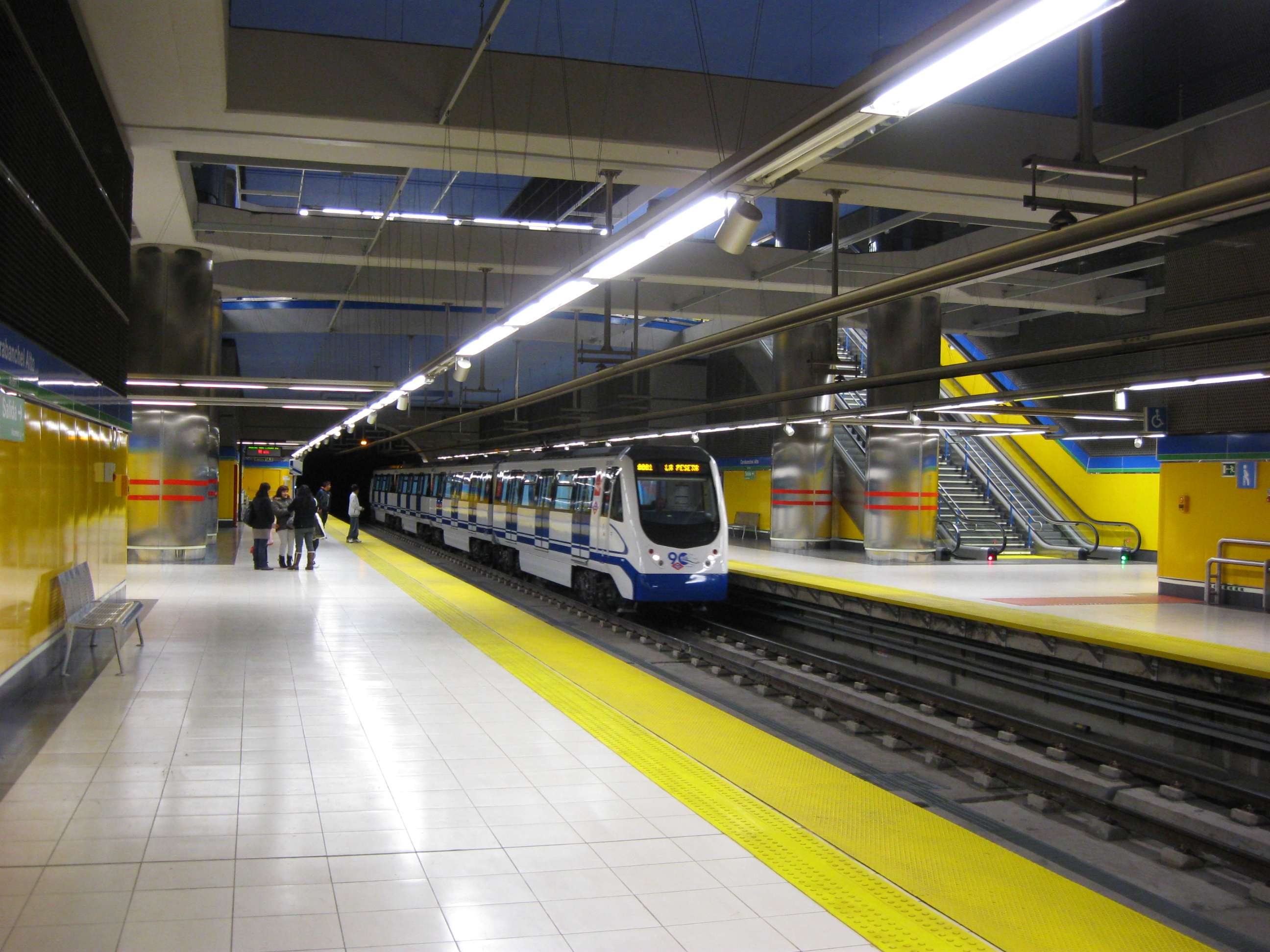
Uno dei treni della serie 3000

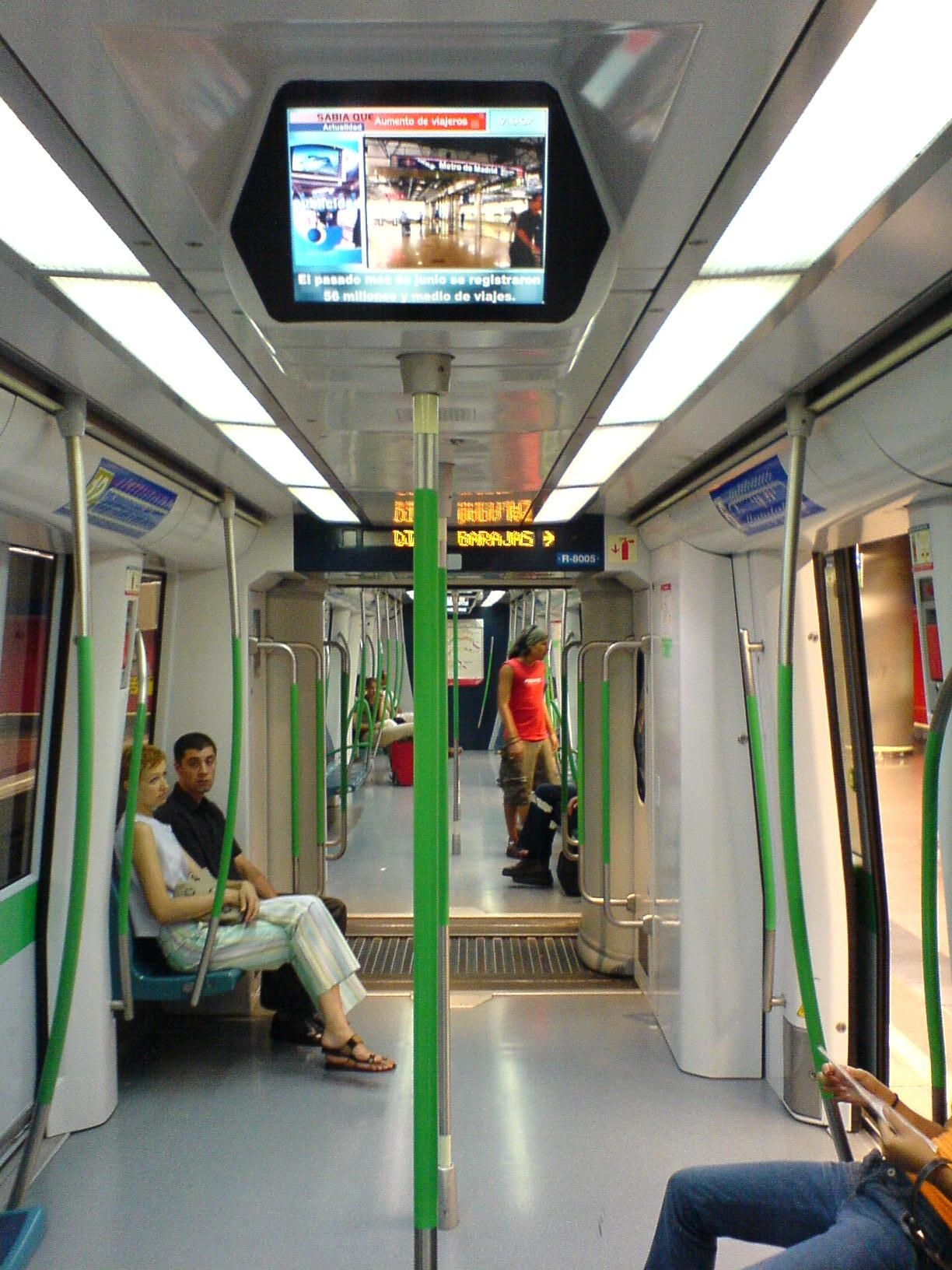
L'interno di uno dei treni della serie 8000

La linea 11 iniziò a utilizzare treni della serie 5000. A causa della scarsa richiesta della linea e della necessità utilizzare questa tipologia di treni su altre linee, nel 2000 sono stati installati supporti metallici per estendere le banchine e consentire l'uso di treni a scartamento ridotto. Inizialmente, circolavano treni della serie 2000.
Dal 18 dicembre 2006 al 17 settembre 2010 sono stati utilizzati i treni della serie 3000 con 4 vagoni, occupando circa 60 metri dei 115 metri disponibili da ogni banchina. Durante questo periodo le stazioni di questa linea non hanno funzionato al 100%, poiché le banchine di 115 metri hanno capacità per più vagoni. Inoltre, durante quegli anni, sono state installate banchine aggiuntive (supporti metallici per estendere le banchine e consentire l'uso di treni a scartamento ridotto). Si è deciso di attuare tali misure, poiché la linea 11, con solo 6 stazioni, non avrebbe avuto un elevato numero di utenti.
Il 18 e 19 settembre 2010 la linea rimase chiusa per la sua totalità per eliminare i supporti metallici utilizzati per estendere le banchine al fine di permettere l'utilizzo dei treni della serie 8000 al posto della serie 3000.

## Progetti futuri
| Tratta                          | Inizio lavori | Inaugurazione (prevista) | Lunghezza | Stazioni | Stato            |
| ------------------------------- | ------------- | ------------------------ | --------- | -------- | ---------------- |
| Plaza Elíptica ↔ Conde de Casal | 2022          | 2026                     | 2,6 km    | 5        | In progettazione |
| Conde de Casal ↔ Mar de Cristal | 2022          | 2026                     | 7,5 km    | 5        | In progettazione |
| La Fortuna ↔ Cuatro Vientos     | 2024          | 2026                     | 2,6 km    | 1        | In progettazione |
| Mar de Cristal ↔ Valdebebas     | 2024          | 2027                     | 7,2 km    | 3        | In progettazione |

Mappa della metropolitana con i prolungamenti previsti fino al 2027

Il futuro della linea prevede la sua estensione verso nord-est per consentire agli utenti della linea di raggiungere il centro di Madrid (Atocha) e l'aeroporto in pochi minuti. È inoltre prevista l'estensione verso ovest, per collegarla alla stazione Cuatro Vientos della linea 10.

### Estensione a Conde de Casal
Il 3 luglio 2018 il Consorcio Regional de Transportes de Madrid ha confermato l'estensione della linea fino a Conde de Casal, (destinazione delle linee di autobus interurbane dai comuni dell'asse dell'autovía A-3), passando per le nuove stazioni di Comillas e Madrid Río e le già esistenti Palos de la Frontera e Atocha Renfe, dove si collegherà con le linee del Cercanías e all'AVE. I lavori di costruzione inizieranno nel primo trimestre del 2022 per essere conclusi nel 2026, con un costo stimato di 75 milioni di euro.

### Oltre Conde de Casal e La Fortuna
Il 30 novembre 2020 la Consejería de Transportes de la Comunidad de Madrid ha pubblicato una mappa con le estensioni previste per la linea 11, che attraverserà diagonalmente la zona est della città, passando per le stazioni di Vinateros, La Elipa, Pueblo Nuevo, Arturo Soria, Mar de Cristal e Aeropuerto T4, per finire in una nuova stazione al nord di Valdebebas. Questi lavori saranno divisi in due fasi:
- Espansione da Conde de Casal a Mar de Cristal, inizio dei lavori previsto a novembre 2022 e fine nell’ultimo trimestre del 2026. Estensione di 7,5 km per un costo stimato di 558,6 milioni di euro.
- Espansione da Mar de Cristal a Valdebebas, inizio dei lavori previsto a dicembre 2024 e fine nel secondo trimestre del 2027. Estensione di 7,2 km per un costo stimato di 350 milioni di euro.

All’altro capo della linea, è stata approvata l’espansione di 2,6 km da La Fortuna a Cuatro Vientos, stazione della linea 10. I lavori inizieranno nel terzo trimestre del 2024 e saranno conclusi due anni dopo, con un costo previsto di 75 milioni di euro.

### Progetti scartati

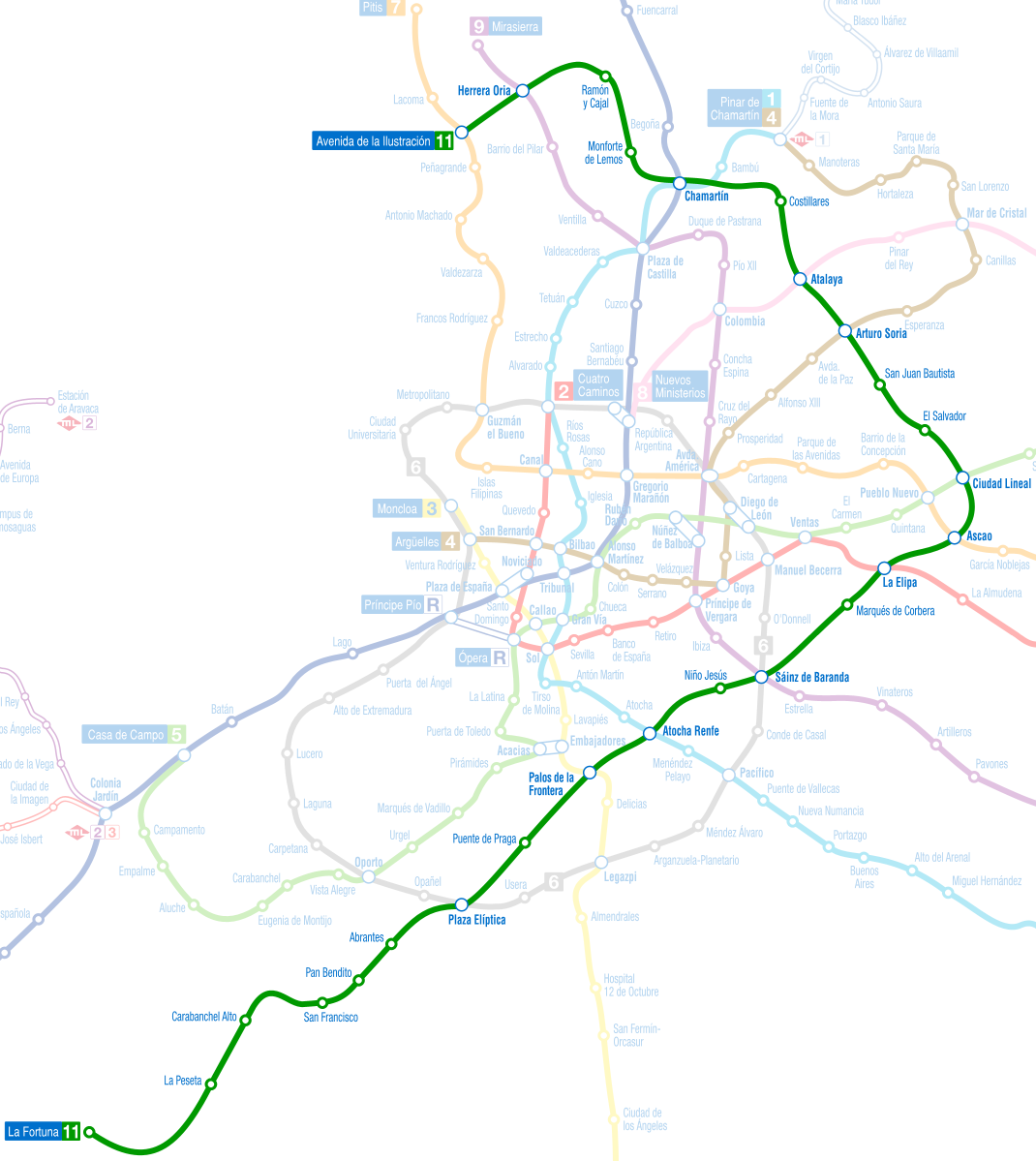
Piano originale di ampliamento della linea, scartato nel 2018

Nel 2005, il Ministero dei Trasporti comunicò l'intenzioni di ampliare la linea fino a rendere la linea una tra le più lunghe della città, con un totale di 28 stazioni. La linea avrebbe avuto una forma semicircolare e avrebbe collegato la stazione di La Fortuna con quella di Avenida de la Ilustración, passando, tra le altre, per Atocha, Sainz de Baranda, Ciudad Lineal e Chamartín. Il progetto è stato definitivamente accantonato nel 2018 con l'approvazione dell'ampliamento della linea verso Valdebebas.
Un altro progetto scartato è quello che prevedeva il prolungamento verso sud da La Fortuna alla stazione di San Nicasio della linea 12, per dare a quest'ultima un altro collegamento alla rete metropolitana, attualmente presente solo a Puerta del Sur con la linea 10.